# Gustavo Vivero
Gustavo Vivero (c. 1883-1914) fue un periodista y escritor español.

## Biografía
Descrito como africanista, escribió firmando como «Gustavo» para publicaciones periódicas como España Nueva y España Libre. También publicó artículos en El Liberal y África Española. Adicionalmente habría traducido del griego la Odisea. Falleció a causa de una pulmonía en Madrid el 25 de noviembre de 1914, a la edad de treinta y un años, y fue sepultado en el cementerio de la Almudena. Era hermano del también periodista Augusto Vivero.